# Instytut Nauk Ścisłych i Technicznych Uniwersytetu Pomorskiego w Słupsku
Instytut Nauk Ścisłych i Technicznych Uniwersytetu Pomorskiego w Słupsku – jedna z 11 jednostek dydaktycznych Uniwersytetu Pomorskiego w Słupsku.

## Historia
Instytut Nauk Ścisłych i Technicznych powstał w 2019 roku wskutek reorganizacji uczelni, w wyniku połączenia dwóch Instytutów: Instytutu Fizyki oraz Instytutu Matematyki.

## Kierunki kształcenia
Dostępne kierunki:
- Edukacja Techniczno-Informacyjna (studia I stopnia)
- Fizyka techniczna (studia I stopnia)
- Informatyka (studia I stopnia)
- Informatyka przemysłowa (studia I stopnia)
- Matematyka z informatyką (studia I stopnia)

## Poczet dyrektorów
1. dr Stanisław Kowalczyk (2019–2024)
2. dr Zofia Lewandowska (od 2024)

## Władze Instytutu
W kadencji 2024–2028:
| Stanowisko                           | Imię i nazwisko        |
| ------------------------------------ | ---------------------- |
| Dyrektor                             | dr Zofia Lewandowska   |
| Zastępca Dyrektora ds. dydaktycznych | dr Anna Kamińska       |
| Zastępca Dyrektora ds. naukowych     | dr hab. Piotr Sulewski |

## Struktura organizacyjna
| Jednostka           | Kierownik                    |
| ------------------- | ---------------------------- |
| Zakład Fizyki       | prof. dr hab. Władimir Tomin |
| Zakład Informatyki  | dr Ryszard Motyka            |
| Zakład Matematyki   | dr hab. Piotr Frąckiewicz    |
| Pracownia Dydaktyki | dr Beata Kloskowska          |